# Modus Operandi
Der Ausdruck Modus Operandi (lateinisch für „Art des Handelns“ oder „Art der Durchführung“) ist eine Phrase, mit der auf die Art und Weise des Vorgehens, Handelns und Tätigwerdens eines Akteurs Bezug genommen wird.

## Kriminalistik
Modus Operandi bezeichnet in der Kriminalistik die Verhaltensweisen eines Täters, die im Tathergang zum Ausdruck kommen. Insbesondere offenbart er, welche Methoden der Täter zum erfolgreichen Verwirklichen des Tatbestandes oder zur Verdunklung seiner Tat benötigt.

## Soziologie
In der Soziologie ist der Modus Operandi im Habituskonzept nach Bourdieu ein zentraler Punkt. Nach Pierre Bourdieu hat der Habitus in der Sozialisation eine Doppelfunktion, indem er Praxisformen generiert („Modus Operandi“) und als Praxisform erscheint („Modus Operatum“). Der „Modus Operandi“ produziere sowohl Praxisformen wie auch Wahrnehmungs-, Bewertungs- und Denkschemata, die als fertige Produkte, dem „Opus Operatum“, empirisch analysierbar seien.